# پریشیب (آستراخان)
پریشیب (به لاتین: Prishib) یک منطقهٔ مسکونی در روسیه است که در استان آستراخان واقع شده‌است.